# Aanzetstaal

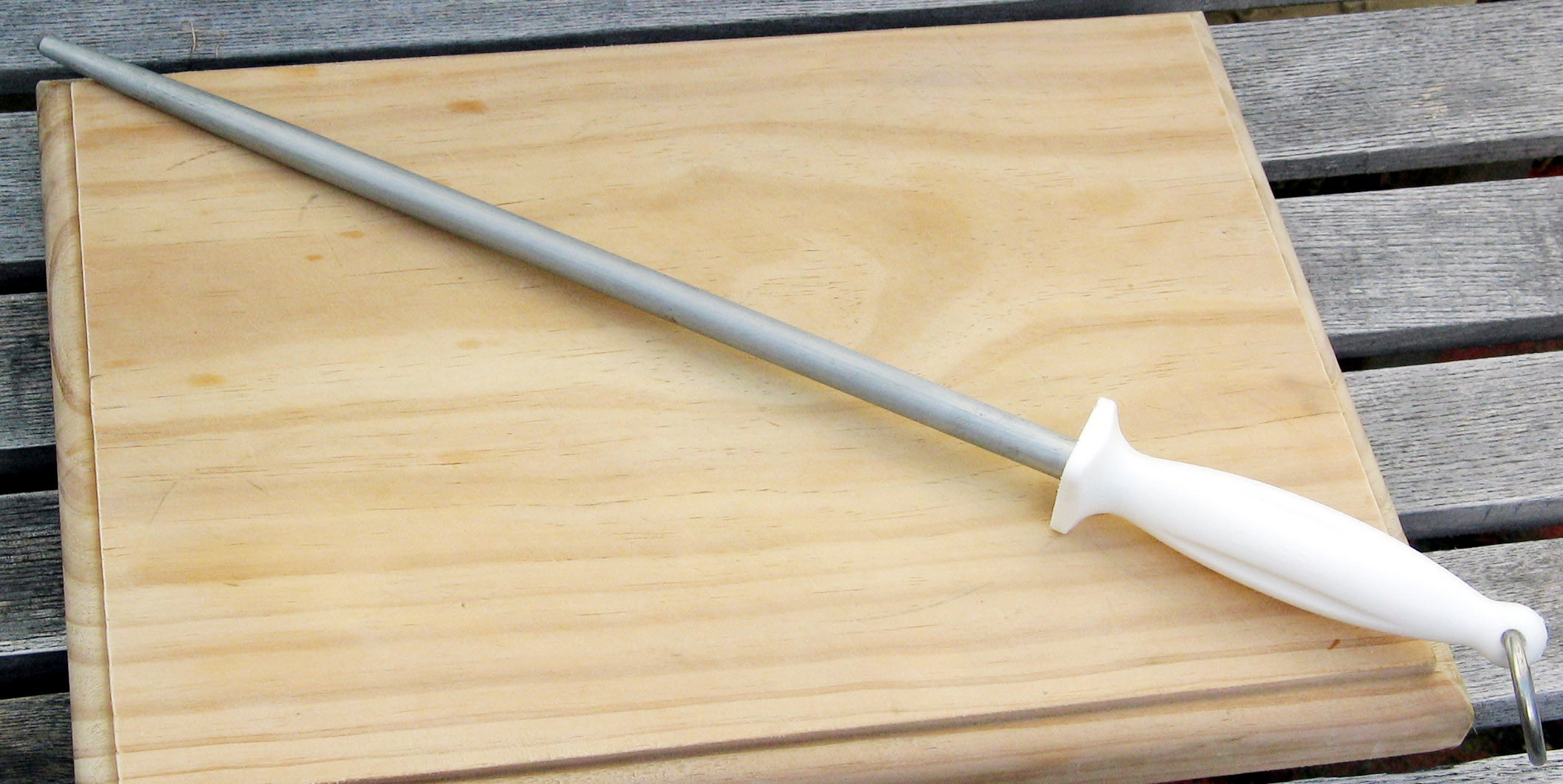
Een aanzetstaal

Een aanzetstaal of wetstaal is een rond stuk staal, dat wordt gebruikt om messen zonder kartels scherp te houden. Een verouderde naam is trekstaal volgens het Woordenboek der Nederlandsche Taal. Het aanzetstaal is geribbeld of heeft anderszins een geruwd oppervlak, en dient harder te zijn dan het staal van het mes. Daarom bestaan er ook keramische of zelfs diamanten aanzetstalen, maar een harder oppervlak van het aanzetstaal zal ook meer slijtage aan het mes veroorzaken.
Er zijn drie typen aanzetstaal te onderscheiden:
1. Stalen aanzetstaal
2. Keramische slijpstaaf
3. Diamanten slijpstaaf

## Werking
Een aanzetstaal slijpt een mes niet, maar het zorgt ervoor dat de bramen op het snijvlak weer in de richting van het snijvlak staan, waardoor het mes scherp blijft.

## Gebruik
Door het mes een aantal maal met het hele lemmet langs het aanzetstaal te halen, wordt het weer scherp. Belangrijk is om het mes steeds onder dezelfde hoek te houden. Dit wordt voor beide kanten van het mes gedaan, waarbij de voorkant tweemaal zo vaak langs het staal wordt gehaald als de achterkant.

## Hoek
Het is belangrijk om de juiste hoek tijdens het gebruik van een aanzetstaal in stand te houden. Als de snijhoek bijvoorbeeld 40 graden is, zoals bij de meeste Duitse messen, moet je het mes onder een hoek van 20 graden (de helft) tegen het aanzetstaal houden.
(De hoek van de totale snede is 40 graden, dus 20 graden per kant. Deze 20 graden houd je aan bij het aanzetten op een aanzetstaal of bij het slijpen op een slijpsteen.)
Als de hoek te groot is beschadig je de snijkant en wordt het mes bot. Als de hoek te klein is heeft het gebruik van een aanzetstaal geen effect en kunnen er krassen op het mes ontstaan.

## Slijtage
Een diamanten aanzetstaal is zo hard dat het bij ieder gebruik een beetje staal van het lemmet afschraapt. Hierdoor wordt het mes, net als bij slijpen, iedere keer een beetje kleiner. Bij gebruik van een stalen aanzetstaal komen de metaaldeeltjes op microscopisch niveau echter weer in de juiste richting te staan, waardoor er nauwelijks slijtage van het mes is. Een stalen aanzetstaal kan dus zeer vaak worden gebruikt.

## Ongeschikt voor harde messen
Aanzetstalen zijn niet geschikt voor het onderhouden van messen die gemaakt zijn van een harde staalsoort (harder dan circa 56 Rockwell C). Een fijne keramische slijpstaaf is een goed alternatief, aangezien zo'n slijpstaaf daadwerkelijk wat materiaal van het mes verwijdert. Keramische messen mogen nooit geslepen of gewet worden.